# بدا (مجارستان)
بُدا (به مجاری:  Boda) یک شهرداری در مجارستان است که در  ناحیهٔ سنت لورینتس واقع شده‌است. بدا ۱۵٫۴۲ کیلومتر مربع مساحت و ۴۱۹ نفر جمعیت دارد.